# ミッキーの誕生日
『ミッキーの誕生日』（原題：Mickey's Birthday Party）は1942年2月7日に公開されたウォルト・ディズニー・カンパニーが制作したアニメーション短編映画作品。ミッキーマウスの短編映画シリーズの一作品。1931年度制作のモノクロ短編「『ミッキーの誕生日』(原題：The Birthday Party )」のカラーリメイク作である。また、英語版では長年ミニーマウスの声を演じたテルマ・ボードマンが1971年に引退したため最後の短編映画作品となった。

## 概要
1931年度版ではメインの登場人物であるミッキーマウス、ミニーマウス、ホーレス・ホースカラー、クララベル・カウの他は、当時の短編作品でエキストラとして共演した多くの動物キャラクターが登場していたが、リメイク版では1931年以降に登場した主要キャラクターが出演している。それに伴い劇中の展開にも変更が加えられている。

## あらすじ
今日はミッキーの誕生日。
パーティーのためミニーの家に集まったみんなはミッキーを驚かそうと部屋の中に隠れ、入ってきたミッキーがミニーに挨拶をしてキスを迫ろうとした瞬間、一斉に飛び出してお祝いの言葉をかける。ミッキーはミニーから送られた誕生日プレゼントのオルガンを恐る恐る弾こうとするが、うまく扱えない。代わりにミニーが演奏を始め、音楽に合わせてみんな一緒にダンスを楽しむ。
一方、ケーキ作りを頼まれたグーフィーは独り厨房でケーキを焼き上げようとするが、なぜか失敗続きでうまくいかない。仕方なくお店でケーキを買ってきて何とか間に合わせ、誕生日の歌に合わせてみんなの元へケーキを運ぶが、うっかり跳ね返った扉にぶつかり、ケーキを放り投げてミッキーにぶちまけてしまう。クリーム塗れになりながらも、ミッキーはみんなからの祝福に嬉しそうな笑顔を見せるのだった。

## スタッフ
- 製作総指揮：ウォルト・ディズニー
- 作画監督：レス・クラーク、ウォード・キンボール
- 原画：ジェームズ・ムーア、ケネス・ミューズ、アーミン・シェーファー、バーナード・ウルフ、マーヴィン・ウッドワード
- 監督：ライリー・トムソン

## 声の出演
| キャラクター           | 原語版                 | 旧吹き替え版 | 新吹き替え版 |
| ---------------------- | ---------------------- | ------------ | ------------ |
| ミッキーマウス         | ウォルト・ディズニー   | 後藤真寿美   | 青柳隆志     |
| ミニーマウス           | テルマ・ボードマン     | 下川久美子   | 水谷優子     |
| ドナルドダック         | クラレンス・ナッシュ   | 関時男       | 山寺宏一     |
| グーフィー             | ピント・コルヴィッグ   | 小山武宏     | 島香裕       |
| クララ・クラック       | フローレンス・ギル     | -            | -            |
| クララベル・カウ       | エルヴィア・オールマン | -            | 引田有美     |
| ホーレス・ホースカラー |                        | -            | 伊井篤史     |
| ナレーション           | -                      | 江原正士     | -            |

## 映像ソフト化
- 『夢と魔法の宝石箱 がんばれミッキー』（VHS、バンダイ、旧吹き替え版）
- 『Disneyゆかいな仲間たち ミッキーたちのパーティー』（VHS、ブエナ・ビスタ・ホーム・エンターテイメント、新吹き替え版）
- 『Disney ミッキーマウス/70thアニバーサリー・アルバム』（VHS、ブエナ・ビスタ・ホームエンターテイメント、新吹き替え版）
- 『ミッキーマウス／カラー・エピソード Vol.2 限定保存版』（DVD、ブエナ・ビスタ・ホーム・エンターテイメント、新吹き替え版）
- 『セレブレーション! ミッキーマウス』（DVD、ウォルト・ディズニー・ジャパン、新吹き替え版）